# Oceania globulosa
Oceania globulosa är en nässeldjursart som beskrevs av Forbes 1848. Oceania globulosa ingår i släktet Oceania och familjen Oceanidae. Inga underarter finns listade i Catalogue of Life.